# موش بزرگ گالاپاگوس
موش بزرگ گالاپاگوس (نام علمی: Megaoryzomys curioi) نام یک گونه منقرض‌شده از زیرخانواده سینی‌دندانیان است.